# 普耶 (旺代省)
普耶（法語：Pouillé，法語發音：[puje]）是法国卢瓦尔河地区大区旺代省的一个市镇，位于该省东南部，属于丰特奈勒孔特区。

## 地理
普耶（46°30'22"N, 0°56'57"W）面积17.48 平方千米，位于法国卢瓦尔河地区大区旺代省，该省份为法国西部沿海省份，北起大西洋卢瓦尔省和曼恩-卢瓦尔省，西临大西洋，南至滨海夏朗德省，东部及东南部与德塞夫勒省接壤。
与普耶接壤的市镇（或旧市镇、城区）包括：莱默诺、穆泽伊-圣马丹、珀托斯、圣艾蒂安德布里卢埃、圣瓦莱里安。

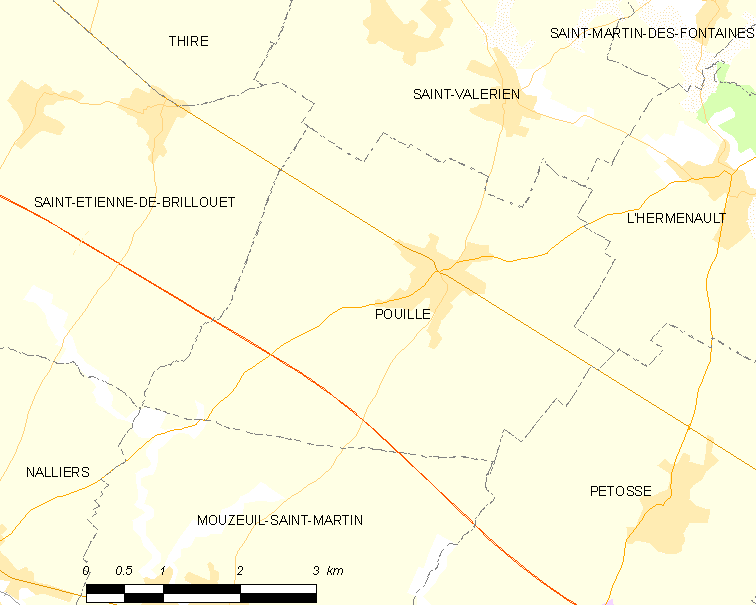
的OSM定位图

普耶的时区为UTC+01:00、UTC+02:00（夏令时）。

## 行政
普耶的邮政编码为85570，INSEE市镇编码为85181。

## 政治
普耶所属的省级选区为吕松县。

## 人口

1962-2008年间人口变化图示

普耶于2022年1月1日时的人口数量为643人。